# Nage libre
Ne doit pas être confondu avec Nage en eau libre.

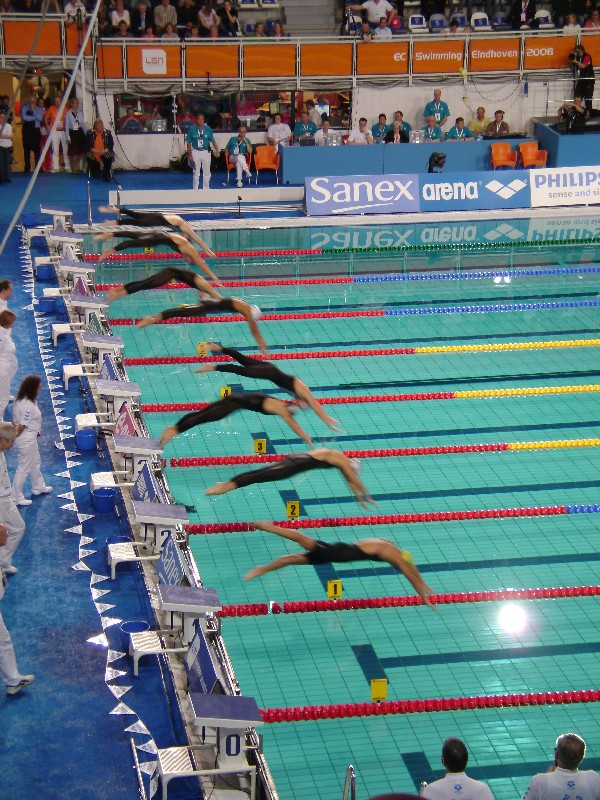
Départ du 400 m nage libre féminin à Eindhoven en 2008.

La nage libre est une catégorie de compétition de natation, définie par les règles de la Fédération internationale de natation.
En nage libre, les mouvements ou le style de nage n'est pas règlementé. Il y a deux contraintes : une partie du corps doit couper la surface de l'eau tout au long de la course, une fois la coulée subaquatique terminée (elle ne doit pas dépasser 15 mètres) et une partie du corps du nageur doit toucher le mur au bout de chaque longueur et à l'arrivée. Comme pour tous les autres styles de nage, marcher n'est pas autorisé, mais en nage libre, un nageur peut poser le pied au fond de l'eau.
Le crawl est utilisé par presque tous les nageurs, étant considéré comme la nage la plus rapide en surface. Dès lors, le terme nage libre est souvent utilisé comme synonyme de crawl. Toutefois, dans les compétitions de 4 nages individuel ou en relais, l'expression « nage libre » désigne toute nage autre que la brasse, la brasse papillon et le dos crawlé.

## Technique
La nage étant libre, la technique dépend de la variante choisie. Pour la majorité des cas, on se référera à la technique du crawl.

## Compétitions
Il existe 9 épreuves individuelles de nage libre au championnat du monde de natation ainsi qu'aux jeux olympiques d'été :
- le 50 mètres ;
- le 100 mètres ;
- le 200 mètres ;
- le 400 mètres ;
- le 800 mètres ;
- le 1 500 mètres ;
- le 5 kilomètres ;
- le 10 kilomètres ;
- le 25 kilomètres.

Il arrive néanmoins que toutes les épreuves ne soient pas disputées lors d'un championnat.